# One Vision
「One Vision」（ワン・ヴィジョン）とは、2002年1月10日に発売された谷本貴義のシングル。

## 概要
谷本のメジャーデビュー作である。フジテレビ系アニメ『デジモンテイマーズ』の挿入歌（主人公らとそのパートナーデジモン達の究極進化時に使用）となった。
劇中では各キャラクターごとに異なるイントロを持つバージョンが使用された。
- One Vision(DUKEMON MATRIX EVOLUTION VERSION)

ギルモン+松田啓人→デュークモンへの進化時に使用。
- 「One Vision(GARGOMON MATRIX EVOLUTION VERSION)」

テリアモン+李健良→セントガルゴモンへの進化時に使用。CDアルバム『デジモン挿入歌ミラクルベストエボリューション』（2006年8月30日発売、ASIN:B000GG4DNI0）に収録。
- 「One Vision (SAKUYAMON MATRIX EVOLUTION VERSION)」

レナモン+牧野留姫→サクヤモンへの進化時に使用。上記2バージョンと異なり、長らく音源化されず曲名も不明だったが、2022年発売の『デジモンテイマーズ SuperCompleteSelectionAnimationディーアークver.牧野留姫』の内蔵音声として初めて音源化され、曲名も明らかになった。ただし、2023年現在CD収録はされていない。
「Into Summer The Doors」は「デジモンアドベンチャー02 夏への扉」に収録されたキャラクターソングのメドレーとなっている。

## 収録曲
1. One Vision
作詞：山田ひろし、作曲・編曲：太田美知彦
2. Into Summer the DOORS
3. One Vision（Original Karaoke）
4. Into Summer the DOORS（Original Karaoke）

## 収録アルバム
- デジモンテイマーズ シングルベストパレード (#1)
- デジモン挿入歌ワンダーベストエボリューション (#1、DUKEMON MATRIX EVOLUTION VERSION)
- DIGIMON HISTORY 1999-2006 ALL THE BEST (#1)
- DIGIMON MOVIE SONG COLLECTION (#1、DUKEMON MATRIX EVOLUTION VERSION)